# Mine Kilic
Mine Kilic (Muş, 10 oktober 2002) is een atleet uit Turkije.
Op de Olympische Jeugdwinterspelen 2020 nam Kilic deel aan het onderdeel biatlon, op de 6 kilometer werd ze 68e sprint en op de 10 kilometer 61e.